# Joaquín Ignacio Mencos y Doussinague
Joaquín Ignacio Mencos y Doussinague (San Sebastián, 24 de julio de 1944) es el actual VII marqués de la Real Defensa y delegado en Navarra de la Orden de Malta. Es también vicepresidente de la Fundación Brunet, así como fundador y presidente de la Fundación Mencos que tiene sede en el Palacio de los Mencos, en Tafalla.

## Biografía
Es el hijo único del matrimonio formado por Tiburcio Mencos y Bernaldo de Quirós, VI marqués de la Real Defensa, e Isabel Doussinague y Brunet. Estudió en el Colegio San Ignacio de Pamplona, con los jesuitas, y posteriormente obtuvo la Ingeniería Técnico Agrícola en la Escuela de Peritos de Villava.
El 22 de agosto de 1970 se casó en la Catedral de Pamplona con Concepción Arraiza y Cañedo-Argüelles con quien tiene cuatro hijos.
En 1971 hereda el título del marquesado de la Real Defensa.
Vinculado familiarmente a la Cruz Roja de España desde que su bisabuelo Joaquín Ignacio Mencos y Manso de Zúñiga fuera uno de sus fundadores, fue presidente de la Cruz Roja de Navarra como ya lo fuera su padre, anteriormente, y su hijo, tras él.
Jaime Brunet Romero, creador de la fundación con su nombre que otorga cada año el Premio Internacional Jaime Brunet, era primo carnal de su madre, Isabel.
En 2019 el Archivo Real y General de Navarra cedió en depósito una parte del archivo de los marqueses de la Real Defensa, pasando la documentación a constituir «un nuevo fondo documental dentro del programa Fototeca de Navarra.»

## Premios y reconocimientos
- Encomienda de número de la orden del Mérito Civil.
- Encomienda de Gran Oficial de la Orden de Malta.
- Medalla de oro del Mérito Melitenses.
- Medalla de oro de la Cruz Roja Española.